# Круглая площадь (Полтава)

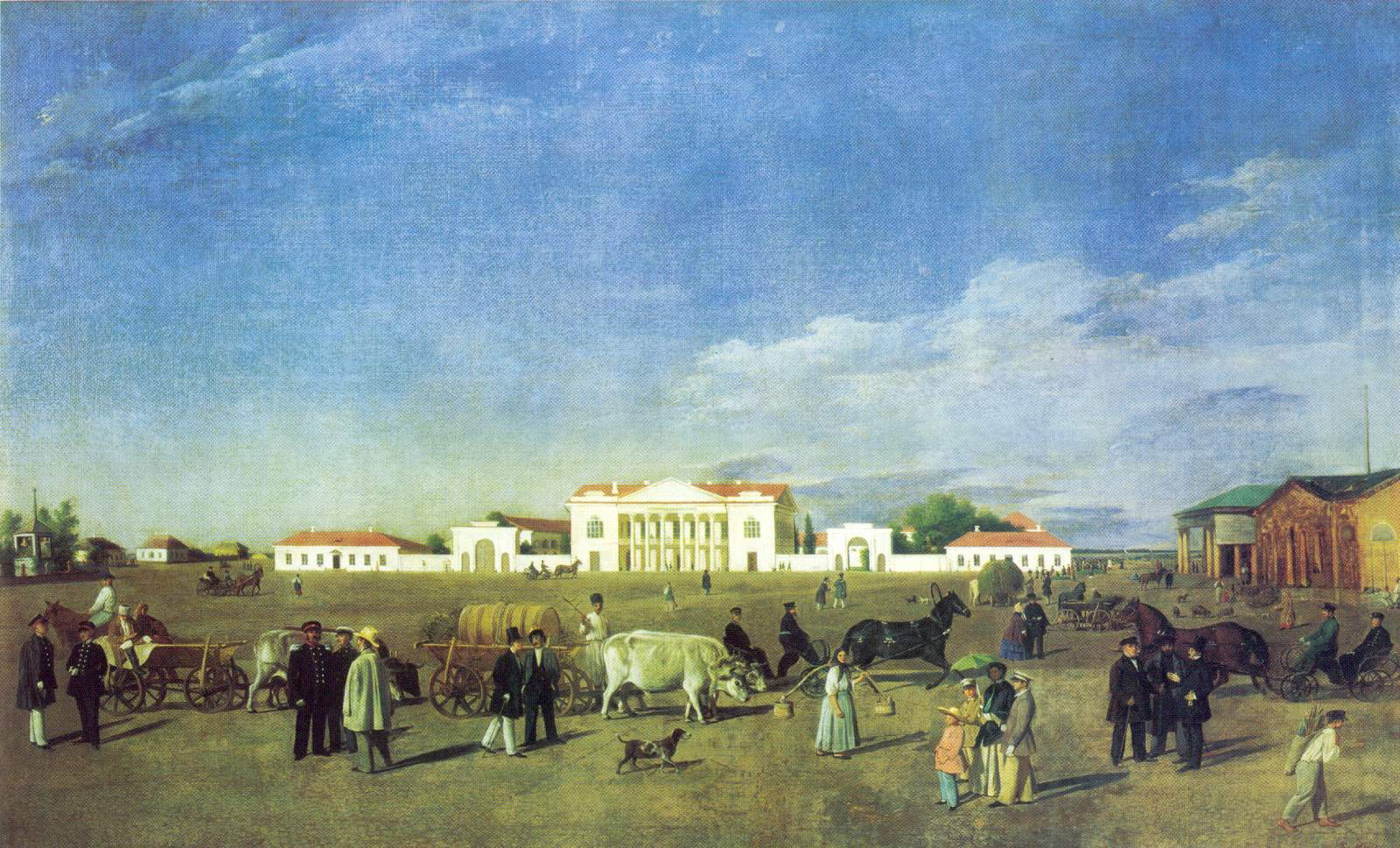
Круглая площадь, 1850 год.

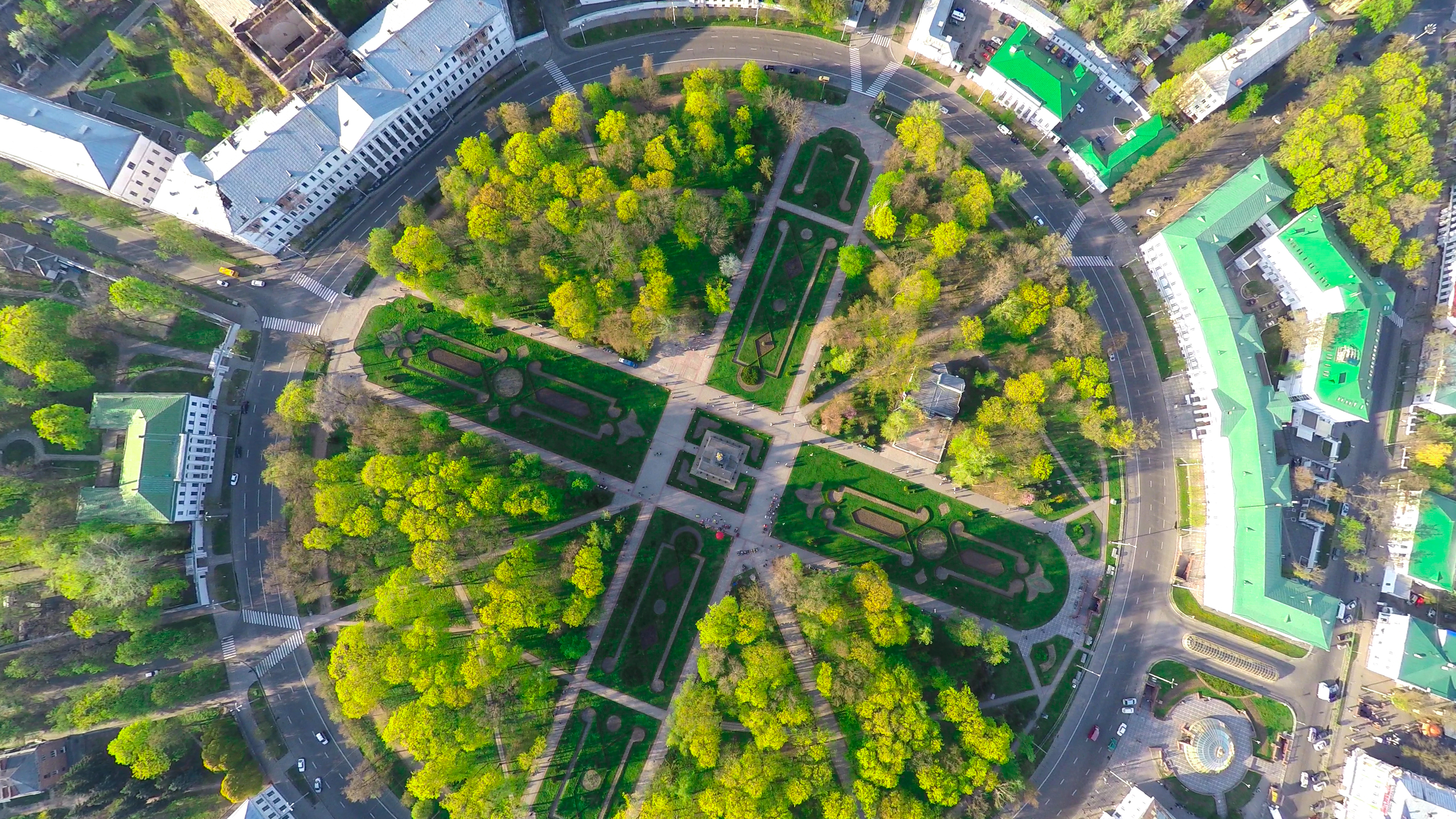
Ансамбль Круглой площади

Круглая площадь (укр. Кругла площа) — историческая площадь в Полтаве, композиционный центр и символ города. Памятник градостроительства и архитектуры национального значения. Основа классического архитектурного ансамбля площади заложена в 1805—1841 годах. В 1840—1842 годах центральная часть площади превратилась в парк с кольцевой магистралью и радиальными аллеями — Корпусный сад.

## История
Заложена площадь была в 1804 году, по регулярному плану преобразования Полтавы как административного центра Полтавской губернии. Именно в этом месте в 1709 году произошла встреча армии Петра I с жителями города после битвы со шведами. Площадь была круглой формы диаметром 375 метров с расходящимися во все стороны восемью улицами, каждая из которых вела к культовому сооружению (к монастырю, колокольне собора и церквям). До XIX века от площади начинались пути на Киев, Константиноград, Москву, Екатеринослав, Харьков. Изначально на площади планировался городской рынок, но, учитывая приближение 100-летия со дня Полтавской битвы, было решено в центре площади построить памятный монумент славы.
В 1805 году, по предложению генерал-губернатора князя Алексея Куракина, было решено строить памятник и главные губернские сооружения именно на Круглой площади. Площадь была названа Александровской, а архитектором, которому было поручено строительство ансамбля, стал Михаил Амвросимов. Были спроектированы: дом Полтавских губернских присутственных мест, дом Полтавского гражданского губернатора, дом Полтавского вице-губернатора, дом Малороссийского почтамта, дом Полтавского дворянского собрания, уездные присутственные места, губернская гимназия. Большая часть сооружений была построена в 1806—1811 годах по проектам петербургского архитектора Андреяна Захарова. Чуть позже были построены почтамт и Дворянское собрание, правда, проект гимназии остался не реализованным, впрочем, с северной стороны площади в 1835—1840 годах был построен Полтавский кадетский корпус. В самом же центре площади был возведен Монумент Славы, установленный на пересечении осей восьми улиц. Монумент представлял собой колонну высотой в 16 метров, с позолоченным орлом на вершине.

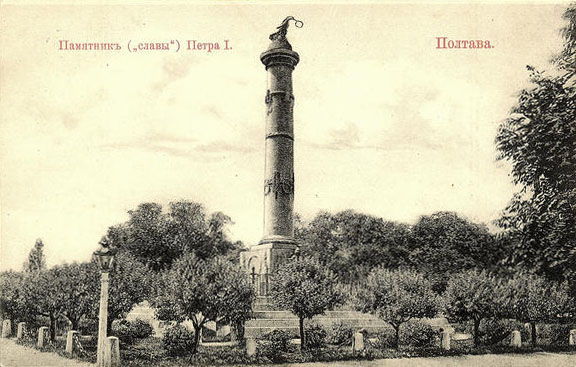
Монумент Славы, начало XX века

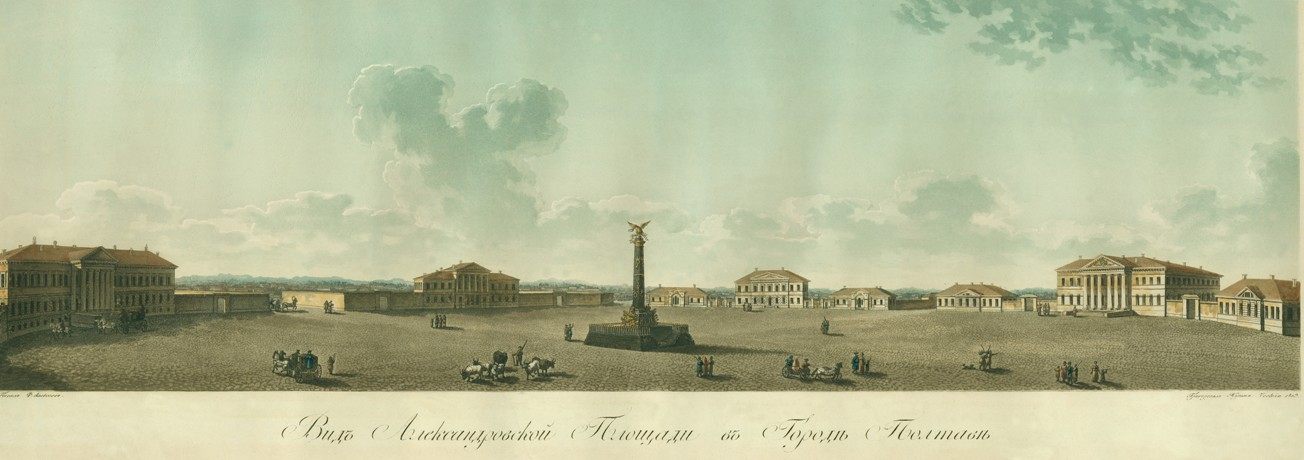
Ф. Я. Алексеев Вид Александровской (Круглой) площади в Полтаве

Общая же картина ансамбля была таковой: монумент Славы оказался центром, от которого радиально были направлены улицы, каждая из которых оканчивалась культовым сооружением старого города: Успенским собором, Полтавским Крестовоздвиженским монастырем, приходскими церквями. Вокруг самой площади идеальным кругом были возведены 8 сооружений городского и губернского значения. Все это обеспечивало композиционную целостность города, органическое включение нового архитектурного ансамбля в исторически сформированную среду. Главными особенностями ансамбля стали большие размеры площади и сравнительно низкая высота построек, а также дальнейшая симметричная застройка прилегающих территорий. Интересным фактом является также то, что изначально строения вокруг площади были возведены без входов со стороны самой площади — таким образом ансамбль казался на удивление целостным, каждая постройка идеально вписывалась в панораму центра города.
Правда, в наше время площадь выглядит не совсем такой, какой она была изначально. Например, в 1820-х годах центральный круг был разбит дорожками на четыре сектора, где были созданы палисадники с клумбами. В 1830-х годах на площади был сквер с радиальными аллелями, в 1881 году его окружили свинцовой оградой. В 1886 году на площади были посажены деревья, которые со временем разрослись и превратили Круглую площадь в парк с кольцевой магистралью и радиальными аллеями.
Во время Великой Отечественной войны ансамбль был практически полностью разрушен. Когда город был освобожден, полтавские архитекторы под руководством Л. С. Вайнгорта и Д. М. Литвинцева составили план восстановления ансамбля, который и был реализован в 1950-60-е годы. Большинство строений были восстановлены в первоначальном виде, но с несколько иной внутренней планировкой, что диктовалась новыми функциональными требованиями. На месте уездных присутственных мест был построен Полтавский дом связи, в архитектурных формах российского классицизма.

## Строения архитектурного ансамбля Круглой площади

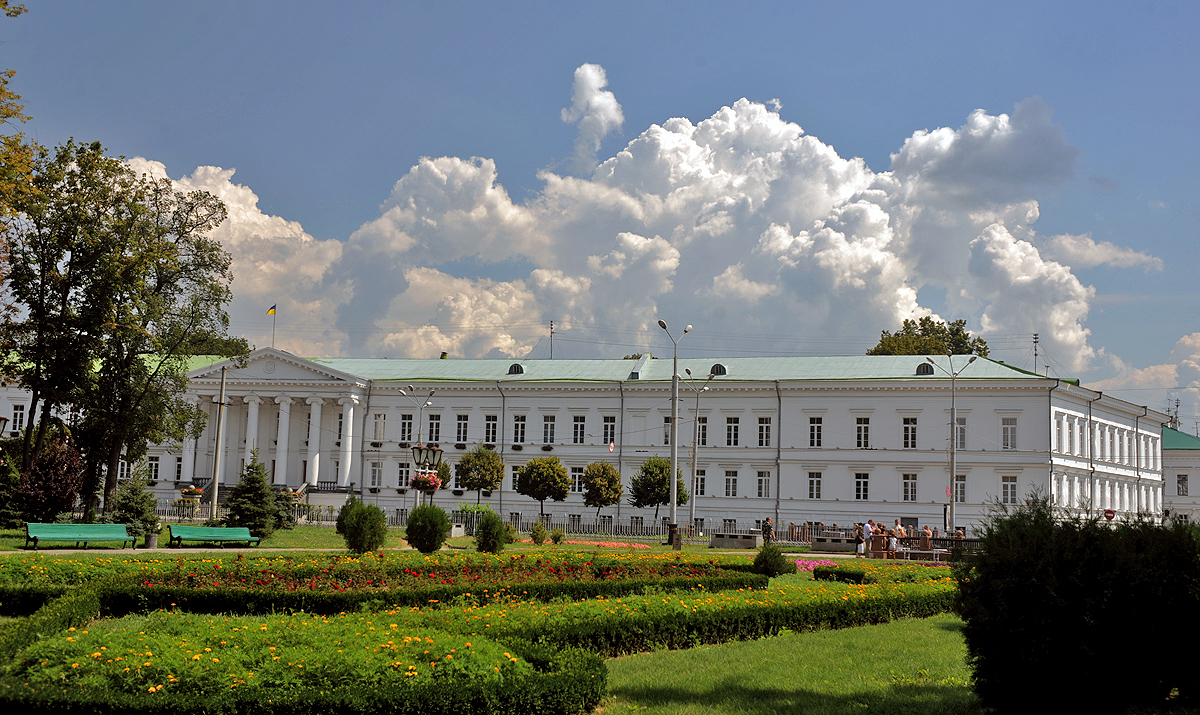
Дом губернских присутственных мест, сейчас городской совет

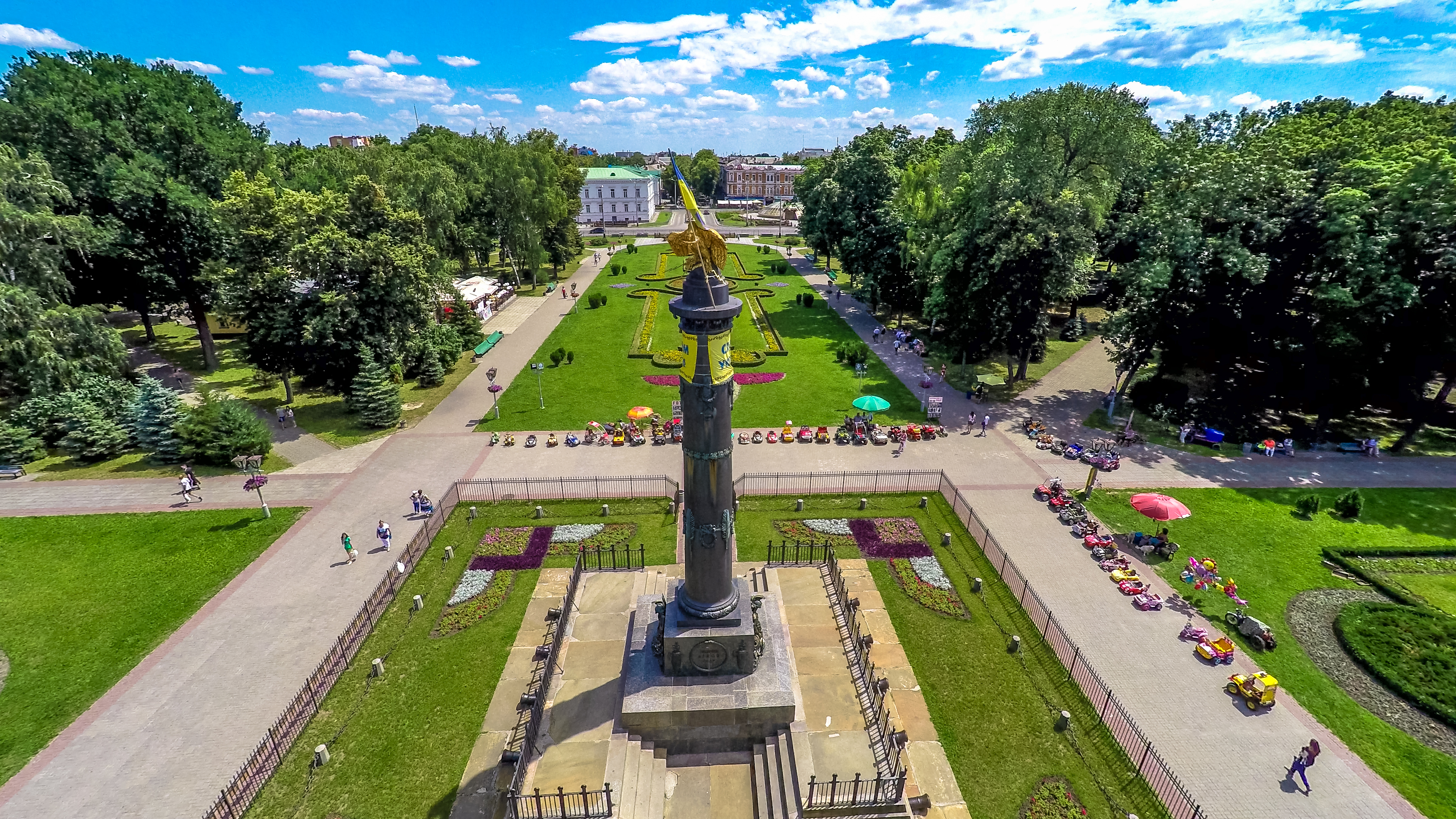
Корпусный сад

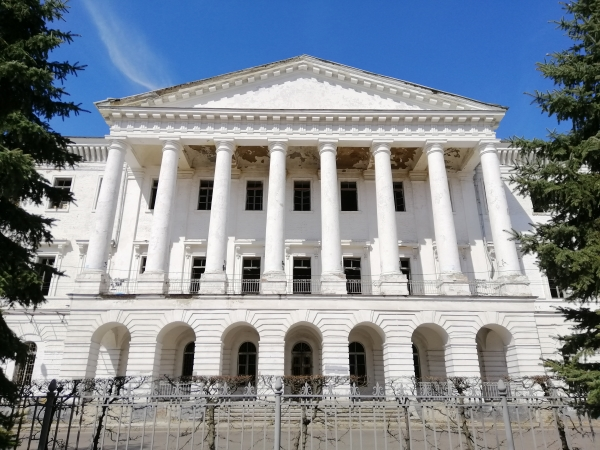
Петровский кадетский корпус

- Дом генерал-губернатора. До 1856 года в здании была канцелярия генерал-губернаторов. В 1917 году в здании состоялся первый губернский съезд Советов. В 1920 году в нем размещался детский техникум имени Ленина, в 1930-х годах — школа милиции. Был уничтожен в 1943 году, отстроен с перепланированием в 1960 году, по проекту архитектора В. А. Пасечного. Долгое время здание принадлежало — Полтавскому областному совету профсоюзов. С октября 2018 в здании располагаться — Теруправления ГБР в Полтаве.
- Дом гражданского собрания, Дом Малороссийского почтамта. Построен в 1809 году. В 1820 году был поврежден пожаром, после чего последовала капитальная реконструкция и отстройка. Был уничтожен в 1943 году и отстроен в 1956 году. В советское время тут находилась Вторая женская школа. Сейчас в здании располагается Малая академия искусств.

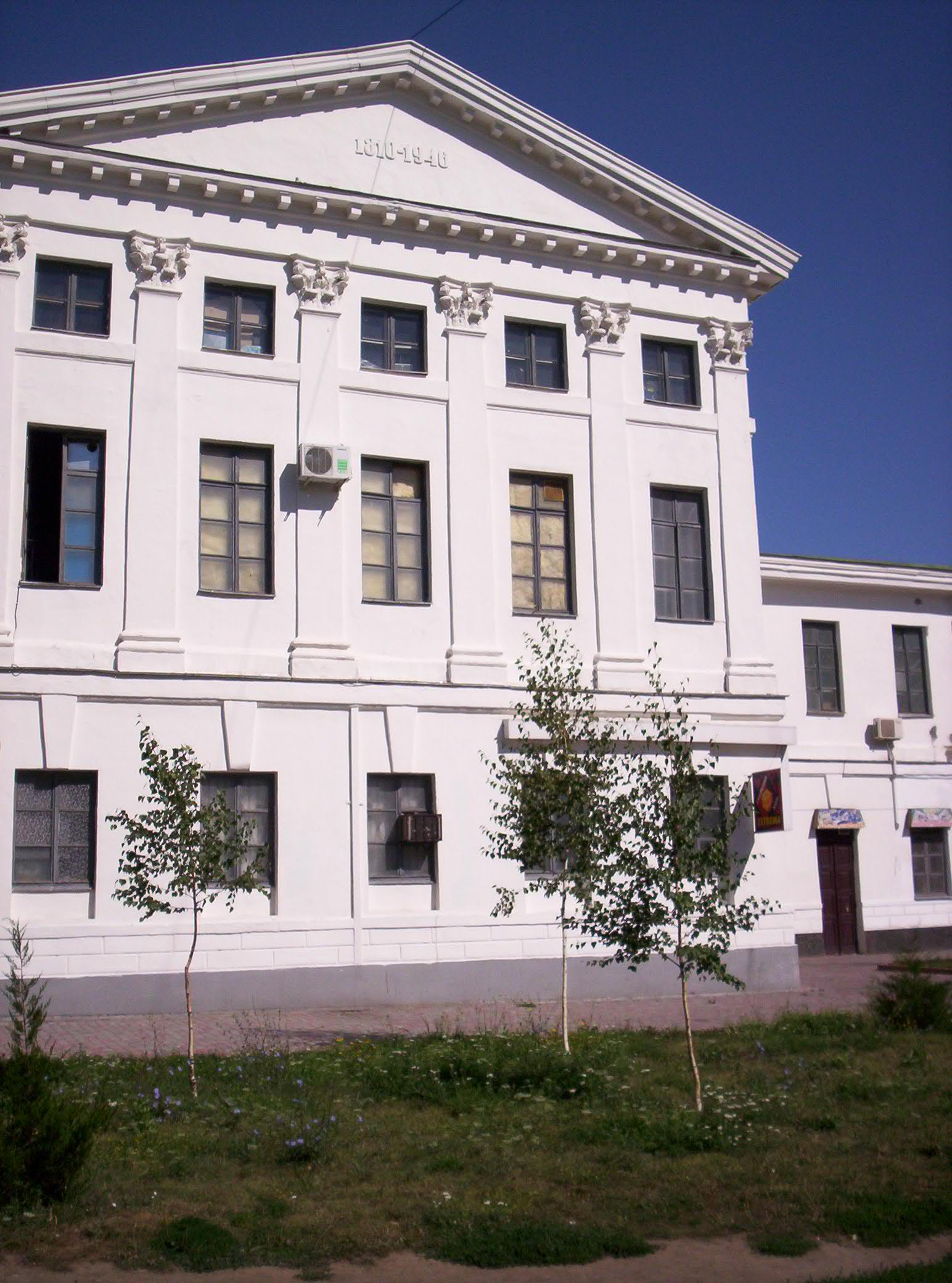
Дом дворянского собрания

- Дом дворянского собрания. Возведен в 1810 году. Здание было одним из гражданских и культурных центров города. Летом 1813 года здесь состоялось чествование Гавриила Державина. В 30-х годах XIX столетия работала первая в Полтаве гражданская библиотека, попечителем которой стал Николай Цертелев — фольклорист, один из первых исследователей и издателей украинского народного поэтического творчества. В 1879 году в зале Дворянского собрания давал концерты Модест Мусоргский, в 1881 году выступала художница Мария Башкирцева. Также здесь проводили концерты Антон Рубинштейн, Петр Чайковский, Александр Скрябин, Сергей Рахманинов, Федор Шаляпин. В 20-30-х годах XX века в доме находился клуб имени Карла Маркса, а в сквере рядом — летний кинотеатр.В 1943 году дом был сожжен. Отстроенный в 1945-1947 годах  для кинотеатра имени Ивана Котляревского, который работал до 2017 года. Во времена независимости в здании также располагались компьютерный клуб, казино, ночной клуб, караоке-бар, ресторан, магазины и несколько заведений по приготовлению уличной еды. 9 декабря 2020 в этом здании случился пожар и сгорел центральный и правый корпус. Левый корпус удалось сохранить.
- Дом губернских присутственных мест. Построен в 1810 году. Первоначально корпус занимал лишь центральную часть участка между улицами Монастырской и Октябрьской, а по сторонам шло кирпичное ограждение с симметрично расположенными воротами. В 1866 году были добавлены боковые крылья по проекту архитектора Ф. И. Данилова. В XIX и в начале XX веков здесь работали большинство губернских учреждений: губернская управа, «Приказ общественного призрения», казённая палата. После Октябрьской революции в здании разместились учреждения губернского исполкома, в 1922 году в нём выступали Михаил Калинин и Григорий Петровский. В 1943 году строение сгорело, но было отстроено в 1952 году. Сейчас в здании располагается городской совет.
- Дом вице-губернатора. Был построен в 1808—1811 годах по проекту Андреяна Захарова, который было доработан губернским архитектором Михаилом Амвросимовым[укр.]. В строении размещался дом вице-губернатора, а также губернские службы. Дом был сожжен в 1943 году и отстроен в 1956 году по проекту архитектора М.Набойченко. Ныне — жилой дом.
- Старо-губернаторский дом. Построен в 1811 году. В 1820 году был поврежден пожаром, после чего последовала капитальная реконструкция и отстройка. Был уничтожен в 1943 году и отстроен с перепланировкой в 1956-59 гг. Долгое время здесь располагался трест «Укрнефтегазразведка», после располагались — УБОП МВД Украины в Полтавской области и Управление защиты экономики в Полтавской области Департамента защиты экономики НПУ. Ныне — Управления стратегических расследований ГУНП в Полтавской области.
- Петровский кадетский корпус — военно-учебное закрытое учебное учреждение. Был построен в 1835—1840 годах в стиле позднего классицизма под руководством архитектора М. И. Бонч-Бруевича. Изначально место постройки отводилось мужской гимназии. Самое большое среди строений ансамбля (длина главного фасада — 132 метра). Трехэтажное, Т-образное здание. В 1840 году был открыт подготовительный класс Полтавского кадетского корпуса. В 1865 году корпус был реорганизован на гимназию, в 1882 году снова восстановлен как кадетский корпус. Был закрыт в 1919 году. Летом 1919 года в помещении действовали Полтавские пехотные курсы. В 1920 году в городе разместилась пехотная школа, в которой в 1920—1922 годах учился Николай Ватутин. С 1958 года по 1995 год здесь находилось Полтавское высшее зенитное ракетное командное краснознаменное училище имени генерала армии Н. Ф. Ватутина. В октябре 2018 года по решению Полтавского городского совета здание передано на баланс Государственной судебной администрации Украины.
- Дом связи. Построен в 1811 году. В конце XIX — начале XX ст. здесь находилась городская пожарная команда, другие учреждения. В 1911—1913 годах на углу нынешних улиц 1100-летия Полтавы и Октябрьской на месте разобранного бокового флигеля был возведен в стиле модерн трехэтажный корпус Полтавской женской художественно-промышленной школы им. С. С. Хрулева, который внес диссонанс в классицистический ансамбль Круглой площади. Сооружения в 1943 году разрушили. В целях достижения стилистического единства ансамбля Круглой площади Полтавский почтамт, построенный на остатках бывших уездных присутственных мест и школы, создан в стилевых формах классицизма начала XIX века с сохранением общего для всех сооружений площади характера фасадных членений. С его постройкой завершен архитектурный ансамбль Круглой площади. С 2020 года большинство помещений сдается в аренду.

Полтавский почтамт занесён в Государственный реестр национального культурного достояния.